# Алиса (картина)
«Алиса» (итал. Alice) — картина итальянского художника Амедео Модильяни, написанная около 1918 года.
Амедео Модильяни написал более 300 портретов в период с 1915 по 1920 год. «Алиса» — портрет девочки, которая сидит, одетая в голубое воскресное платье с золотым крестом на груди. Она смотрит прямо на зрителя своими большими миндалевидными глазами. Тёмные волосы, обрамляющие её лицо, падают на платье. Лицо девочки стилизовано под африканскую маску. С цветовой точки зрения полотно является простым, цветовая гамма варьируется от нюансов синего до терракоты, создающих контраст, дающий жизнь картине и не нарушающий общее впечатление классического молчания и гармонии.
Модильяни отдавал предпочтение удлинённым, вертикальным формам, которые явно прослеживаются в его скульптурах до Первой мировой войны и в портрете Алисы. Форма её головы похожа на яйцо, а шея на цилиндр. Удлинённый силуэт девочки ещё более подчёркивается вертикальным размером полотна. Неклассический идеал пропорций берёт начало в набросках Модильяни по работам маньериста Пармиджанино и таких мастеров итальянского Ренессанса, как Ботичелли.
В 1928 году картина была подарена датскому Государственному музею искусств, где она и находится в настоящее время. Инвентарный номер: KMSr145.